# 5e congresdistrict van Californië
Het 5e congresdistrict van Californië, vaak afgekort als CA-5, is een kiesdistrict voor het Amerikaanse Huis van Afgevaardigden. Het omvat momenteel grote delen van het Californische Wine Country, met name Napa County en delen van Contra Costa, Lake, Solano en Sonoma. Grote plaatsen in het district zijn Cotati, Rohnert Park, Santa Rosa, Sonoma, Napa, American Canyon, Vallejo, Benicia, Hercules en een deel van Martinez. Volgens de American Community Survey van het Census Bureau wonen er 709.544 mensen in het district.
De Democraat Mike Thompson is de verkozen vertegenwoordiger sinds 2013.

## Vóór 2013

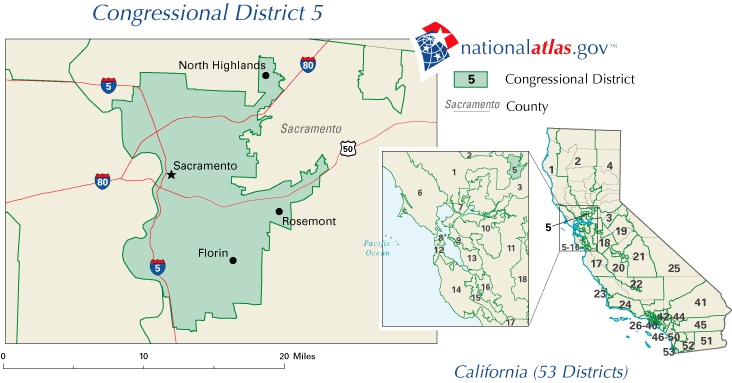
Het district van 2003 tot en met 2012.

Voor de hertekening van de Californische congresdistricten door de California Citizens Redistricting Commission in 2011 bestond het vijfde district uit een deel van Sacramento County waaronder Sacramento zelf. Het district omvat ook enkele voorsteden. Bijna 100% van de bevolking woonde in een stedelijke omgeving.
Van 2005 tot 2013 vertegenwoordigde de Democrate Doris Matsui het district. Doris Matsui werd in een speciale verkiezing verkozen nadat haar man Bob Matsui, de voorgaande afgevaardigde, op nieuwjaarsdag 2005 overleden was. Het toenmalige vijfde district was relatief Democratisch. Het omvatte de meest Democratische delen van Sacramento County. Vooral in de laatste verkiezingen scoorden Democratische kandidaten erg goed. In de Amerikaanse presidentsverkiezingen 2004 won John Kerry met 61,1% van de stemmen. In 2008 haalde senator Barack Obama zelfs 69,6% in het vijfde district.
Het vijfde district lag sinds 1993 in Sacramento. Voordien omvatte het steeds delen van de San Francisco Bay Area. Nancy Pelosi, van 2007 tot 2011 voorzitster van het Huis van Afgevaardigden, vertegenwoordigde van 1987 tot 1993 het vijfde district, dat toen westelijk San Francisco omvatte.